# Dixmoor
Dixmoor es una villa ubicada en el condado de Cook en el estado estadounidense de Illinois. En el Censo de 2010 tenía una población de 3644 habitantes y una densidad poblacional de 1.127,37 personas por km².

## Geografía
Dixmoor se encuentra ubicada en las coordenadas 41°37′59″N 87°40′2″O / 41.63306, -87.66722. Según la Oficina del Censo de los Estados Unidos, Dixmoor tiene una superficie total de 3.23 km², de la cual 3.23 km² corresponden a tierra firme y (0%) 0 km² es agua.

## Demografía
Según el censo de 2010, había 3644 personas residiendo en Dixmoor. La densidad de población era de 1.127,37 hab./km². De los 3644 habitantes, Dixmoor estaba compuesto por el 26.48% blancos, el 52.91% eran afroamericanos, el 0.6% eran amerindios, el 0.05% eran asiáticos, el 0.03% eran isleños del Pacífico, el 18.11% eran de otras razas y el 1.81% pertenecían a dos o más razas. Del total de la población el 35.54% eran hispanos o latinos de cualquier raza.